# مؤسسة الشبكة العنكبوتية العالمية
مؤسسة الشبكة العنكبوتية العالمية (تعرف أيضًا ب مؤسسة الويب) هي منظمة تعمل على تحسين وتوفير الشبكة العنكبوتية العالمية ولا توجد صلة بينها وبين مؤسسة الويب المفتوح.
تم الإعلان عن تشكيل المنظمة يوم 14 سبتمبر 2008 من قبل تيم بيرنرز لي في نيوزيام في واشنطن. وبدأت المنظمة في العمل في 15 نوفمبر 2015، وقد كان رئيس الوزراء البريطاني السابق جوردون براون أحد أعضاء مجلس المنظمة السابق 2017.
تتمثل مهمة المنظمة في العمل على توفير الشبكة العنكبوتية/ شبكة الويب المفتوح كحق أساسي على مستوى العالم؛ مما يضمن للجميع إمكانية الوصول إليه واستخدامه بحرية. وتعمل المؤسسة على محورين هما توفير شبكة عنكبوتية مجانية ومفتوحة وتطبيق الديموقراطية للوصول إلى أهداف المنظمة. وتعمل المؤسسة على نشر مؤشرات الويب والإحصائيات المتعلقة ب 86 دولة محددة.

## الإعلان
وقت الإعلان عن المؤسسة طرح بيرنرز لي توفير نظام لتسمية مواقع الويب وتوثيقها. ووفقا لهيئة الإذاعة البريطانية قال
«هناك حاجة لإيجاد أنظمة جديدة من شأنها أن تعطي مواقع الويب تصنيفا موثقا وذلك بعد إثبات أنها مصادر موثوقة». 

## وصلات خارجية
https://webfoundation.or